# Andelarre
Andelarre ist eine Gemeinde im französischen Département Haute-Saône in der Region Bourgogne-Franche-Comté.

## Geographie
Andelarre liegt auf einer Höhe von 314 m über dem Meeresspiegel, etwa fünf Kilometer südwestlich von Vesoul (Luftlinie). Das Dorf erstreckt sich im zentralen Teil des Departements, in einer Senke in der hügeligen Landschaft, die sich zwischen den Flusstälern von Saône im Nordwesten und Ognon im Süden ausdehnt.
Die Fläche des 4,57 km² großen Gemeindegebiets umfasst einen Abschnitt im Bereich Hügellandschaft östlich des Saônebeckens. Der zentrale Teil des Gebietes wird von der Senke von Andelarre eingenommen, die durchschnittlich auf 310 m liegt. Sie weist eine Breite von ungefähr 1,5 Kilometern auf und ist in Richtung Südwest-Nordost orientiert. Hier herrscht landwirtschaftliche Nutzung vor, während die umliegenden Höhen überwiegend waldbedeckt sind. Im Osten wird die Senke von der Anhöhe des Bois de la Côte (bis 400 m) flankiert. Nach Westen erstreckt sich das Gemeindeareal auf den Höhenrücken des Bois de Noidans und der Côte d'Andelarre, auf der mit 427 m die höchste Erhebung von Andelarre erreicht wird. Das hügelige Gebiet besteht aus Kalkschichten der mittleren Jurazeit. Auf dem gesamten Gemeindegebiet gibt es keine oberirdischen Fließgewässer, weil das Niederschlagswasser im verkarsteten Untergrund versickert.
Nachbargemeinden von Andelarre sind Chariez und Noidans-lès-Vesoul im Norden, Andelarrot im Osten und Süden sowie Mont-le-Vernois im Westen.

## Geschichte
Erstmals urkundlich erwähnt wird Andelarre im Jahr 1225. Im Mittelalter gehörte das Dorf zur Freigrafschaft Burgund und darin zum Gebiet des Bailliage d’Amont. Grundbesitz und Rechte besaßen der Bischof von Besançon und die Herren von Faucogney. Später bildete Andelarre eine eigene Herrschaft, die 1770 zum Marquisat erhoben wurde. Zusammen mit der Franche-Comté gelangte das Dorf mit dem Frieden von Nimwegen 1678 definitiv an Frankreich. Zu einer Gebietsveränderung kam es 1806, als die Nachbargemeinde Andelarrot mit Andelarre fusionierte. Bereits 1823 erhielt Andelarrot seine Selbständigkeit wieder zurück. Heute ist Andelarre Mitglied des Gemeindeverbandes Vesoul.

## Bevölkerung
| Jahr                       | 1962 | 1968 | 1975 | 1982 | 1990 | 1999 | 2009 | 2018 |
| Einwohner                  | 52   | 54   | 102  | 128  | 136  | 128  | 120  | 133  |
| Quellen: Cassini und INSEE |      |      |      |      |      |      |      |      |

Mit 149 Einwohnern (1. Januar 2022) gehört Andelarre zu den kleinen Gemeinden des Départements Haute-Saône. Nachdem die Einwohnerzahl in der ersten Hälfte des 20. Jahrhunderts deutlich abgenommen hatte (1886 wurden noch 124 Personen gezählt), wurde während der 1970er Jahre ein kräftiges Bevölkerungswachstum verzeichnet. Seither ist der Trend jedoch wieder leicht rückläufig.

## Sehenswürdigkeiten
Die Dorfkirche Saint-Jean-l’Évangéliste von Andelarre stammt aus dem 17. Jahrhundert und besitzt eine Madonnenstatue aus Nussbaumholz (15. Jahrhundert). Das Château d’Andelarre leicht erhöht nördlich des Dorfes ließ Baron Jules d’Andelarre im 19. Jahrhundert erbauen.

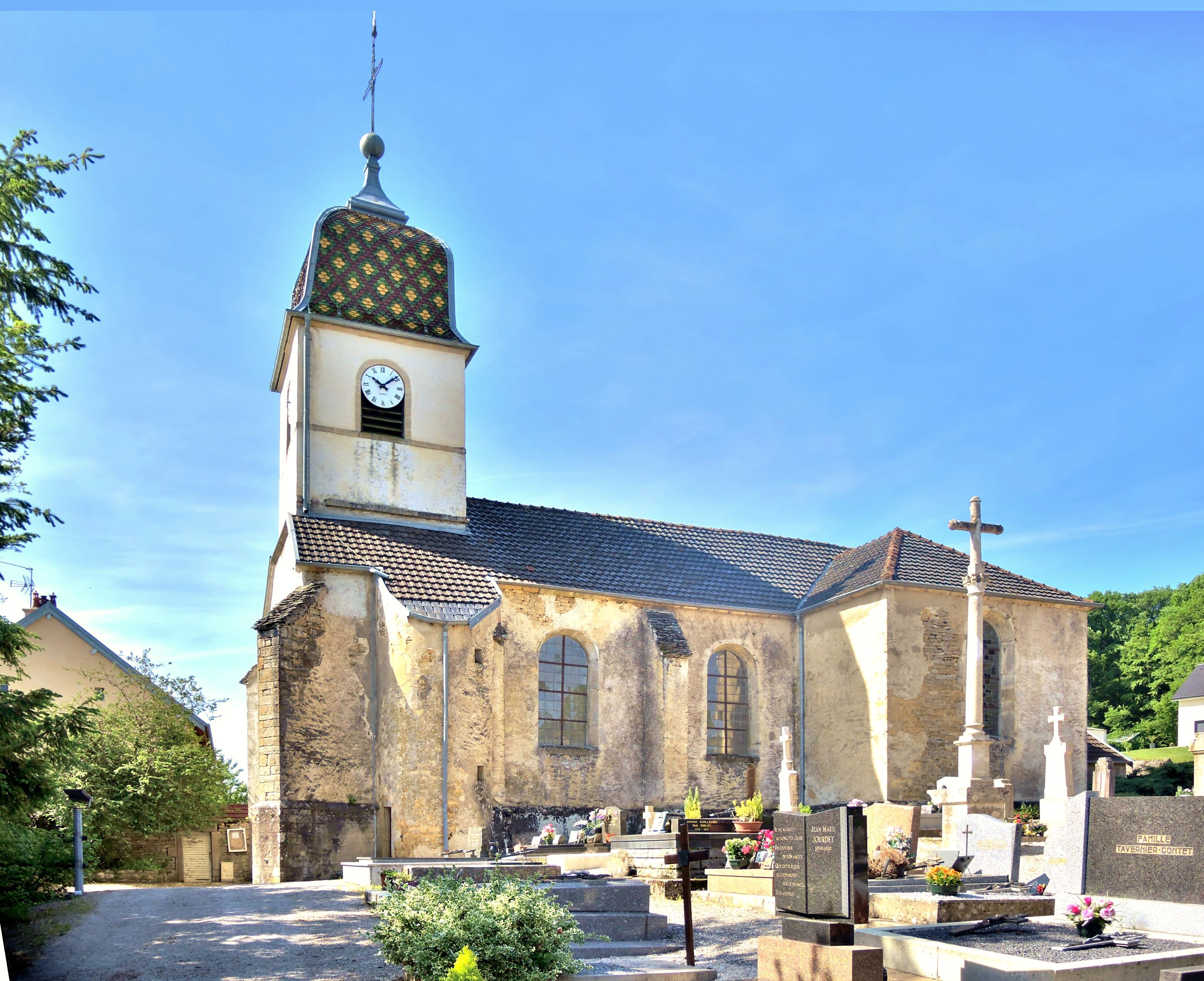
Kirche Saint-Jean-l’Évangéliste
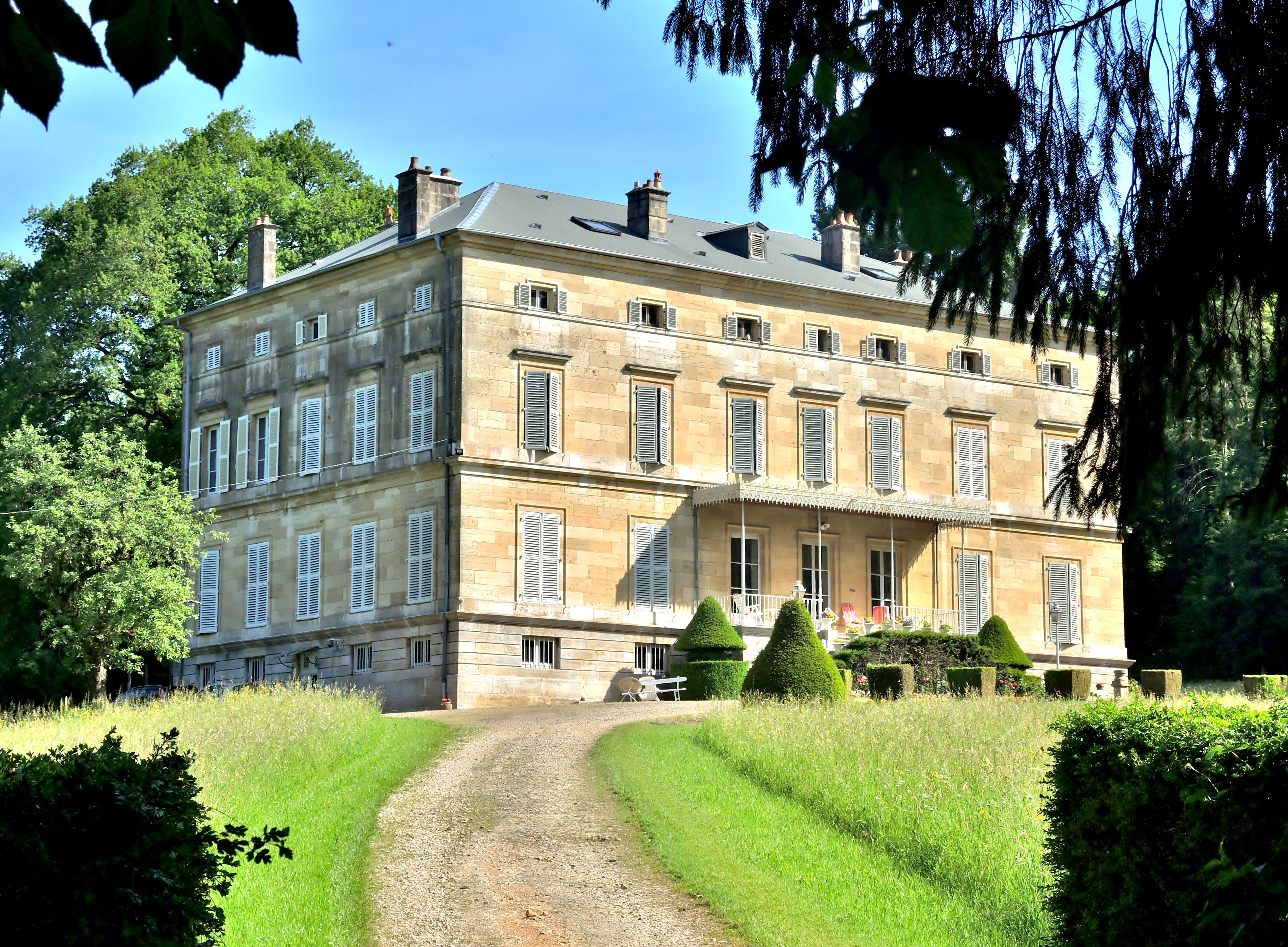
Château d’Andelarre
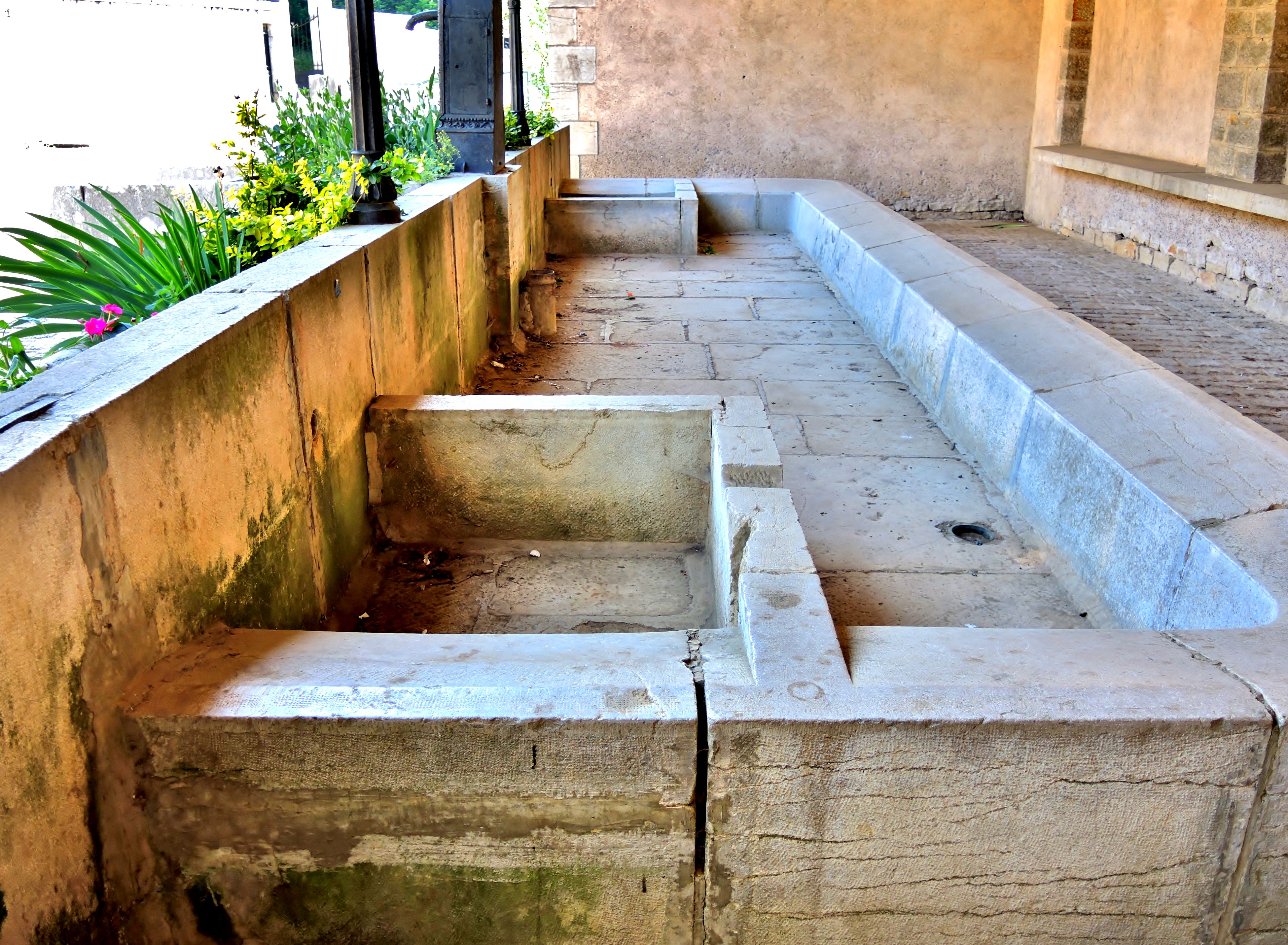
Lavoir

## Wirtschaft und Infrastruktur
Andelarre ist noch heute ein vorwiegend durch die Landwirtschaft (Ackerbau, Obstbau und Viehzucht) und die Forstwirtschaft geprägtes Dorf. Außerhalb des primären Sektors gibt es nur wenige Arbeitsplätze im Ort. Viele Erwerbstätige sind deshalb Pendler, die in den größeren Ortschaften der Agglomeration Vesoul ihrer Arbeit nachgehen.
Der Ort ist verkehrstechnisch gut erschlossen. Er liegt nahe der Hauptstraße N57, die von Vesoul nach Besançon führt. Weitere Straßenverbindungen bestehen mit Gray, Andelarrot, Mont-le-Vernois und Chariez.